# Corneuil
Corneuil ist eine Ortschaft und eine Commune déléguée in der französischen Gemeinde Chambois mit 617 Einwohnern (Stand: 1. Januar 2018) im Département Eure in der Region Normandie. 
Mit Wirkung vom 1. Januar 2016 wurden die früheren Gemeinden Avrilly, Thomer-la-Sôgne und Corneuil zu einer Commune nouvelle mit dem Namen Chambois zusammengelegt. Die Gemeinde Corneuil gehörte zum Arrondissement Évreux, zum Kanton Verneuil-sur-Avre und zum Kommunalverband Normandie Sud Eure. 
Corneuil liegt etwa 14 Kilometer südlich des Stadtzentrums von Évreux.

## Bevölkerungsentwicklung
| 1962                       | 1968 | 1975 | 1982 | 1990 | 1999 | 2006 | 2013 | 2018 |
| -------------------------- | ---- | ---- | ---- | ---- | ---- | ---- | ---- | ---- |
| 254                        | 224  | 243  | 302  | 351  | 385  | 444  | 551  | 617  |
| Quellen: Cassini und INSEE |      |      |      |      |      |      |      |      |

## Sehenswürdigkeiten
- Kirche Notre-Dame aus dem 12. Jahrhundert, Umbauten aus dem 16. Jahrhundert
- Reste einer Festung aus dem 11. Jahrhundert

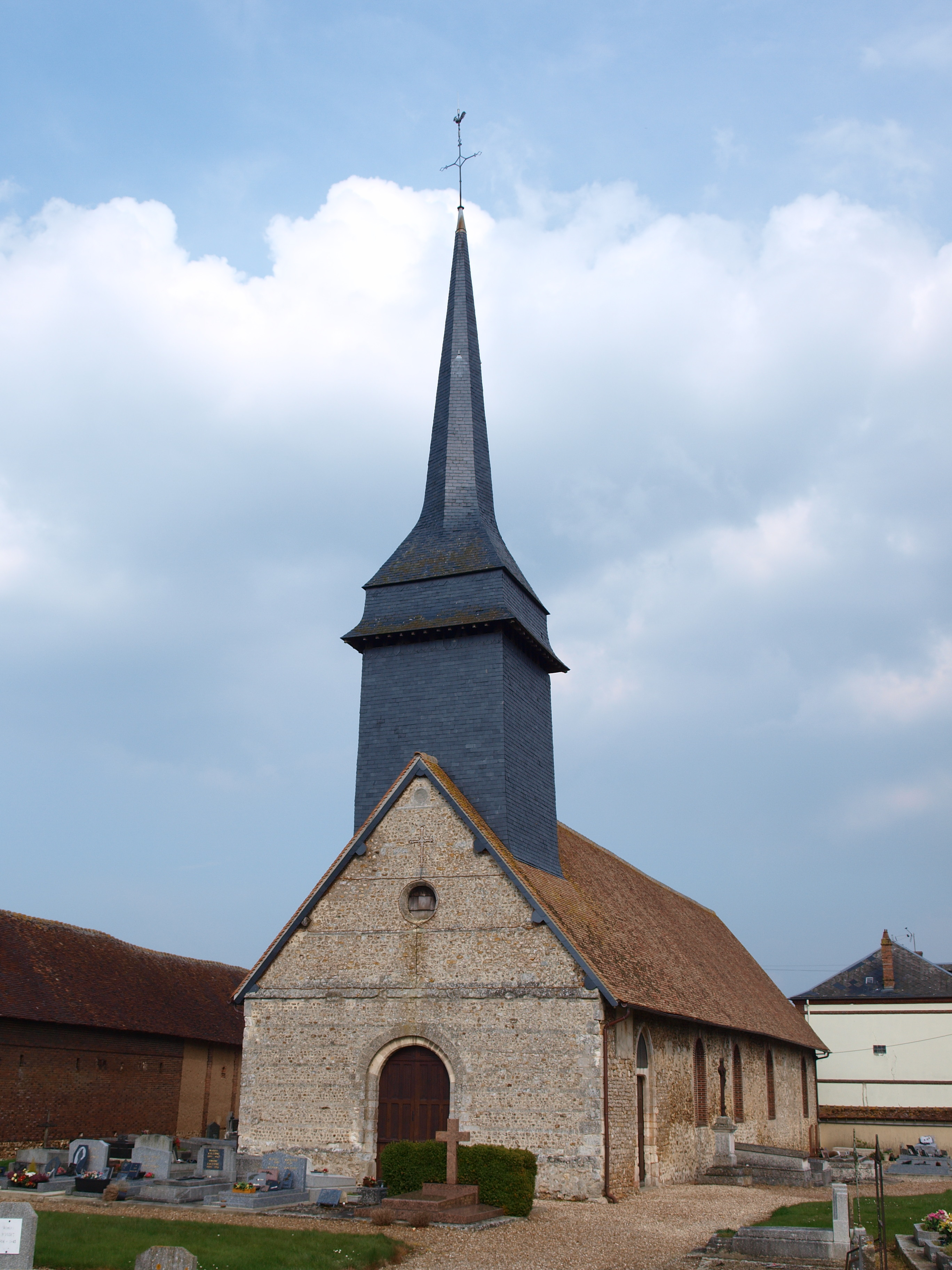
Kirche Notre-Dame